# Re:RISE -e.p.-
『Re:RISE -e.p.-』（リライズ・イーピー）は日本のロックバンド・スピラ・スピカのシングル。メジャー5枚目のCDシングルとして2019年10月23日にSACRA MUSICより発売された。

## 概要
前作『イヤヨイヤヨモスキノウチ!』から約2か月ぶりに発売されたCDシングル。タイトルにEPと付くものの、公式にシングル作品として位置づけられている。
カップリングには、過去のガンダムシリーズの主題歌をカバーしたものが収録されており、今作では、アニメ『機動戦士Vガンダム』オープニングテーマの川添智久『STAND UP TO THE VICTORY 〜トゥ・ザ・ヴィクトリー〜』と、映画『機動戦士ガンダムF91』テーマ曲の森口博子『ETERNAL WIND〜ほほえみは光る風の中〜』のカバーが収録された。

## 収録内容
| 全編曲: If I。 |                                                                     |                    |                    |       |
| #              | タイトル                                                            | 作詞               | 作曲               | 時間  |
| 1.             | 「リライズ」                                                        | 幹葉               | 鈴木静那           | 4:18  |
| 2.             | 「STAND UP TO THE VICTORY 〜トゥ・ザ・ヴィクトリー〜」(OA.川添智久) | 井荻麟、みかみ麗緒 | 川添智久           | 4:30  |
| 3.             | 「ETERNAL WIND〜ほほえみは光る風の中〜」(OA.森口博子)               | 西脇唯             | 西脇唯、緒里原洋子 | 4:48  |
| 4.             | 「リライズ -TV ver.-」                                              |                    |                    | 1:31  |
| 合計時間:      | 合計時間:                                                           | 合計時間:          | 合計時間:          | 15:07 |

## タイアップ
リライズ
Webアニメ『ガンダムビルドダイバーズRe:RISE』1st Seasonオープニングテーマ

## 収録アルバム
| 曲名     | 収録アルバム                                         | 発売日         |
| -------- | ---------------------------------------------------- | -------------- |
| リライズ | 『ポップ・ステップ・ジャンプ!』                      | 2020年3月18日  |
| リライズ | 『ガンダムビルドダイバーズ THE BEST』                | 2020年12月23日 |
| リライズ | 『「ガンダムビルドシリーズ」10周年 BEST Collection』 | 2023年11月29日 |